# Vicariatul General al Bucovinei
Vicariatul General al Bucovinei a fost un vicariat general romano-catolic din Bucovina, creat în 1921 la Cernăuți ca urmare a unirii Bucovinei cu România. Teritoriul administrat de vicariat a inclus trei decanate: Cernăuți, Rădăuți și Suceava, find integrat în 1930 celui administrat de Episcopia Romano-Catolică de Iași.

## Premise

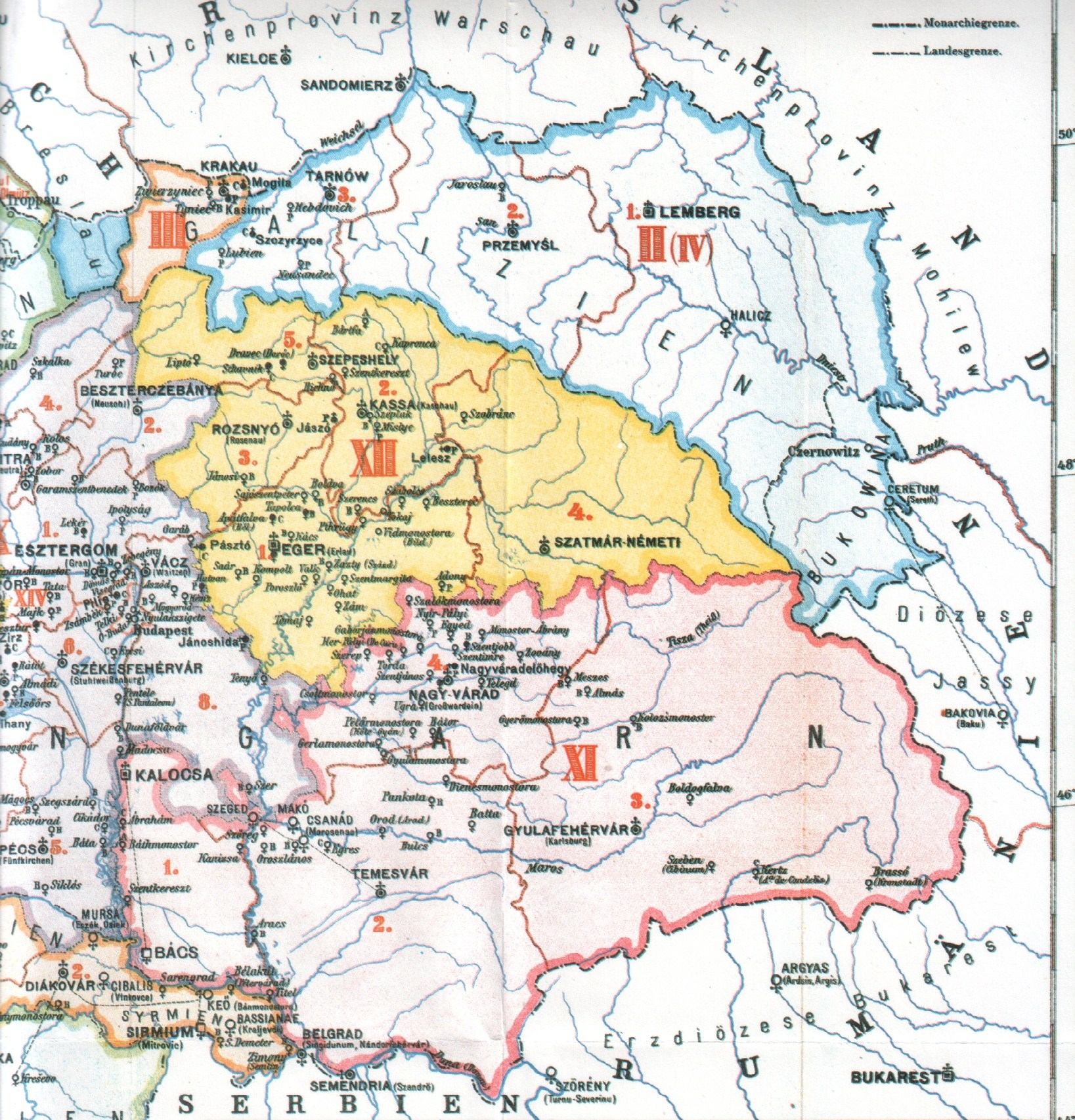
Cu albastru, Arhidieceza de Lemberg.

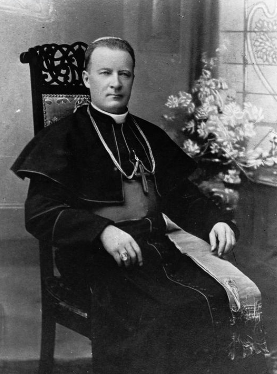
Józef Bilczewski a fost primul administrator apostolic al teritoriului viitorului vicariat.

Încă din noiembrie 1914, după cucerirea Lembergului (astăzi Liov) și a teritoriului pe care se aflau parohiile catolice din Bucovina, de către armatele imperiale ruse, nunțiul apostolic a numit un prelat, aflat în persoana parohului Josef Schmidt din Cernăuți, ca vicar al Bucovinei, pentru perioada în care urma să nu existe legătură între aceste parohii și Arhidieceza de Lemberg.
După ce la 10 septembrie 1919 Tratatul de la Saint-Germain-en-Laye teritoriul bucovinean a fost reintegrat României, conform legislației române, credincioșii romano-catolici supuși anterior arhidiecezei de Lemberg nu mai puteau depinde de un episcop străin. Ca atare, catolicii bucovineni au fost supuși administrației apostolice. Primul administrator apostolic numit a fost în 1918, arhiepiscopul Józef Bilczewski, iar în 1919 preotul vicar Johann Reitmajer a fost transferat la Cernăuți de la Câmpulung, tot cu acest scop.

## Înființare
În ianuarie 1921 arhiepiscopul Józef Bilczewski a subordonat parohiile bucovinene unei administrații proprii, independente, având ca vicar general pe monseniorul Josef Schmidt, pronotar apostolic și paroh de Cernăuți. Acesta a decedat însă în iunie 1921, iar în funcția de vicar general și paroh de Cernăuți a fost numit la 9 iunie 1921 monseniorul Clemens Swoboda, prelat domestic și paroh de Rădăuți.
Teritoriul administrat de vicariat a inclus trei decanate: Cernăuți cu 11 parohii, Rădăuți cu 10 parohii și Suceava cu 9 parohii.
Ultima dată a apărut secțiunea numită Administrația apostolică pentru Bucovina, Regatul României în registrul de evidență al Arhiepiscopiei din Lemberg, în anul 1929, administrarea teritoriului vicariatului trecând în 1930, în administrarea Episcopiei Romano-Catolice de Iași.

## Vicari generali
- mons. Josef Schmidt⁠(uk)[traduceți] (ianuarie - iunie 1921)[5]
- mons. Clemens Swoboda (9 iunie 1921 - august 1924)[10]